# Olympische Winterspiele 1956/Teilnehmer (Griechenland)
| Gelbes Symbol für Goldmedaillen mit stilisierten Olympischen Ringen | Graues Symbol für Silbermedaillen mit stilisierten Olympischen Ringen | Braundes Symbol für Bronzemedaillen mit stilisierten Olympischen Ringen |
| ------------------------------------------------------------------- | --------------------------------------------------------------------- | ----------------------------------------------------------------------- |
| —                                                                   | —                                                                     | —                                                                       |

Griechenland nahm an den Olympischen Winterspielen 1956 in der italienischen Gemeinde Cortina d’Ampezzo mit drei männlichen Athleten in einer Sportart teil.
Seit 1936 war es die vierte Teilnahme eines griechischen Teams bei Olympischen Winterspielen.

## Teilnehmer nach Sportarten

### Ski Alpin
Herren
- Christos Papageorgiou

- Abfahrt: 8:03,2 min (+ 5:11,0 min), Platz 47
- Riesenslalom: 7:24,5 min (+ 4:24,4 min), Platz 87

- Aris Vatimbellas

- Abfahrt: 5:44,2 min (+ 2:52,0 min), Platz 46
- Riesenslalom: 5:23,6 min (+ 2:23,5 min), Platz 85
- Slalom: disqualifiziert

- Alexandros Vouxinos

- Riesenslalom: disqualifiziert